# Clément Roman
Clément Roman (* 22. Februar 1938 in Nederbrakel) ist ein ehemaliger belgischer Radrennfahrer und nationaler Meister im Radsport.

## Sportliche Laufbahn
Roman gewann die belgische Meisterschaft im Straßenrennen der Amateure 1957. 1959 siegte er im Omloop der Vlaamse Gewesten. 1959 wurde Unabhängiger, 1962 Berufsfahrer und blieb bis 1966 aktiv.
1962 siegte er in der Flandern-Rundfahrt der Unabhängigen vor Piet van Est und im Omloop der Zennevallei. 1963 gewann er das Rennen Dwars door Vlaanderen vor Dieter Puschel und den Grand Prix d’Isbergues vor Bas Maliepaard. 1964 war er in Deutschland im Rennen Rund um den Henningerturm sowie im Grote Prijs Stad Zottegem siegreich. 1963 und 1964 fuhr er die Tour de France. In beiden Rundfahrten schied er aus. In der Vuelta a España 1966 wurde er 66. im Endklassement.

## Berufliches
Nach seiner Karriere als Radprofi betrieb er ein Café in Zottegem.